# Fowler (Californie)
Pour les articles homonymes, voir Fowler.
Fowler est une municipalité américaine du comté de Fresno, en Californie. Sa population était de 5 570 habitants au recensement de 2010.

## Démographie
| 1910 | 1920  | 1930  | 1940  | 1950  | 1960  |
| ---- | ----- | ----- | ----- | ----- | ----- |
| 675  | 1 528 | 1 171 | 1 531 | 1 857 | 1 892 |

| 1970  | 1980  | 1990  | 2000  | 2010  | - |
| ----- | ----- | ----- | ----- | ----- | - |
| 2 239 | 2 496 | 3 208 | 3 979 | 5 570 | - |